# Удар беспилотника по Хомсу (2023)
5 октября 2023 года во время церемонии выпуска сирийских солдат из военной академии Хомса был нанесён удар боевого беспилотника. В результате атаки погибло не менее 129 человек и более 277 получили ранения. Происшествие произошло после участившихся столкновений в «зоне деэскалации», расположенной на северо-западе Сирии. Исполнитель атаки в настоящее время неизвестен.

## Атака
Инцидент произошел сразу после окончания дневной церемонии вручения дипломов. Среди погибших 89 кадетов и 36 гражданских лиц, в том числе 31 женщина и пять детей. Предполагается, что беспилотники были выпущены с территории, контролируемой повстанцами, к северо-западу от Хомса.
Министр обороны Сирии Али Махмуд Аббас присутствовал на церемонии вручения дипломов, но покинул помещение до начала атаки. Позже он посетил военный госпиталь «Abdul-Qader Shaqfa», куда были доставлены раненые.

## Последствия
Министерство обороны Сирии пообещало ответить на эти атаки «с полной силой». В тот же день сирийские военные нанесли ракетные и артиллерийские удары по контролируемой оппозицией зоне провинции Идлиб. В результате ответной атаки погибли по меньшей мере 24 мирных жителя и 37 получили ранения. Также были обстреляны контролируемые повстанцами районы провинций Идлиб и Алеппо. В то же время российские авиаудары были нанесены по районам на северо-западе провинции Хама.
Районы, подвергшиеся нападению, контролировались различными группировками, включая Ансар ат-Таухид, Хурас ад-Дин, Тахрир аш-Шам и Туркестанской исламской партией.

## Реакции
Правительство Сирии объявило трехдневный траур с 6 октября. Министерство иностранных дел Сирии осудило нападение на академию как «трусливый теракт», совершенный поддерживаемыми США «террористическими группировками» с целью дестабилизации ситуации в регионе.
Лига арабских государств опубликовала заявление, осуждающее теракт. Аргентина, Алжир, Армения, Белоруссия, Бразилия, Египет, Индия, Иран, Ирак, Иордания, Ливан, Северная Корея, Оман, Палестина, Румыния, Россия, Судан, Объединенные Арабские Эмираты и Венесуэла выразили свои соболезнования сирийскому правительству, сообщает государственное агентство САНА.
Генеральный секретарь ООН Антониу Гутерриш, по словам его пресс-секретаря Стефана Дюжаррика, «глубоко озабочен» развитием событий в Сирии. Гейр Педерсен, специальный посланник ООН в Сирии, назвал теракт «ужасным» и призвал все стороны конфликта «проявлять максимальную сдержанность». Спикер ливанского парламента Набих Берри выразил соболезнования президенту Башару Асаду.